# U.S. Route 66
U.S. Route 66 of kortweg Route 66 (US66) was een historische autoweg (U.S. Highway) in de Verenigde Staten met een lengte van 3940 km. De route werd geopend in 1926 en veel Amerikanen gebruikten hem om naar het westen te migreren, o.a. tijdens de Dust Bowl. Route 66 sprak tot de verbeelding, werd een symbool van het naoorlogse optimisme en speelde een belangrijke rol in de Amerikaanse cultuur. Andere benamingen voor Route 66 zijn Will Rogers Highway, Main Street of America en The Mother Road.
De route liep van Chicago tot aan Santa Monica bij Los Angeles en doorkruiste acht staten. In 1985 werd de route officieel opgeheven omdat deze niet meer relevant was doordat het Interstate Highway System het langeafstandsverkeer had overgenomen. Het grootste deel van de route kan nog steeds bereden worden en is goed tot redelijk goed bewegwijzerd. Het tracé van Route 66 is in de loop der jaren diverse keren veranderd.

## Geschiedenis
Reeds voordat er in de Verenigde Staten genummerde wegen bestonden waren er voorlopers genaamd auto trails. Deze werden vaak uitgezet door particulieren. Een bekend voorbeeld was de National Old Trails Road van New York via St. Louis naar San Francisco. Slechts enkele delen van deze route zouden onderdeel gaan vormen van Route 66.
Andere trails die gezamenlijk min of meer de toekomstige US66 volgen waren:
- Lone Star Route: van Chicago naar het zuiden van Louisiana. Deze werd tot St. Louis gevolgd.
- Old Spanish Trail: vanaf San Bernardino (CA) naar Needles (CA)
- Ozark Trail: vanaf St. Louis werd deze route gevolg naar het oosten van New Mexico.
- Om de route af te snijden werd de Postal Highway van Oklahoma City naar Amarillo gevolgd waarna de Ozark Trail weer werd gevolgd.

Van het oosten van New Mexico liep de rest van de route via de National Old Trails Road naar Los Angeles.
Over het nummer van de weg is veel gesteggeld. Zo zou hij eerst Route 60 gaan heten en later Route 62. Hiervoor zijn twee redenen aan te geven, namelijk dat de routes die van oost naar west liepen chronologisch genummerd werden in even getallen van noord naar zuid. Aangezien deze route meer diagonaal gaat kon over het nummer gediscussieerd worden. Een tweede reden was dat nummer 60 een gewild nummer was. Uiteindelijk werd in Springfield (Missouri) op 30 april 1926 besloten dat de route het nummer 66 zou krijgen. Een jaar later werd de U.S. Highway 66 Association opgericht om te lobbyen voor complete asfaltering van de route. In 1938 werd het de eerste U.S. Route die volledig geasfalteerd was.
Veel Amerikanen zouden de route gebruiken om naar het westen te migreren voor werk. Bijvoorbeeld door de crisis van de jaren 1930 en de Dust Bowl, grote zandstormen op de Great Plains in het midden van de Verenigde Staten. Doordat het autobezit toenam werd de route steeds meer door toeristen gebruikt om het land te doorkruisen. Dit toenemende verkeer zorgde voor steeds meer bedrijvigheid langs de route, met tankstations, motels, restaurants en zelfs nieuwe dorpen.
Door de komst van de snelwegen raakte de route in verval en sloten veel van deze bedrijven weer. Enkele dorpen werden zelfs volledig verlaten. Route 66 blijft echter tot de verbeelding spreken en is deels een toeristische attractie geworden.

## Route

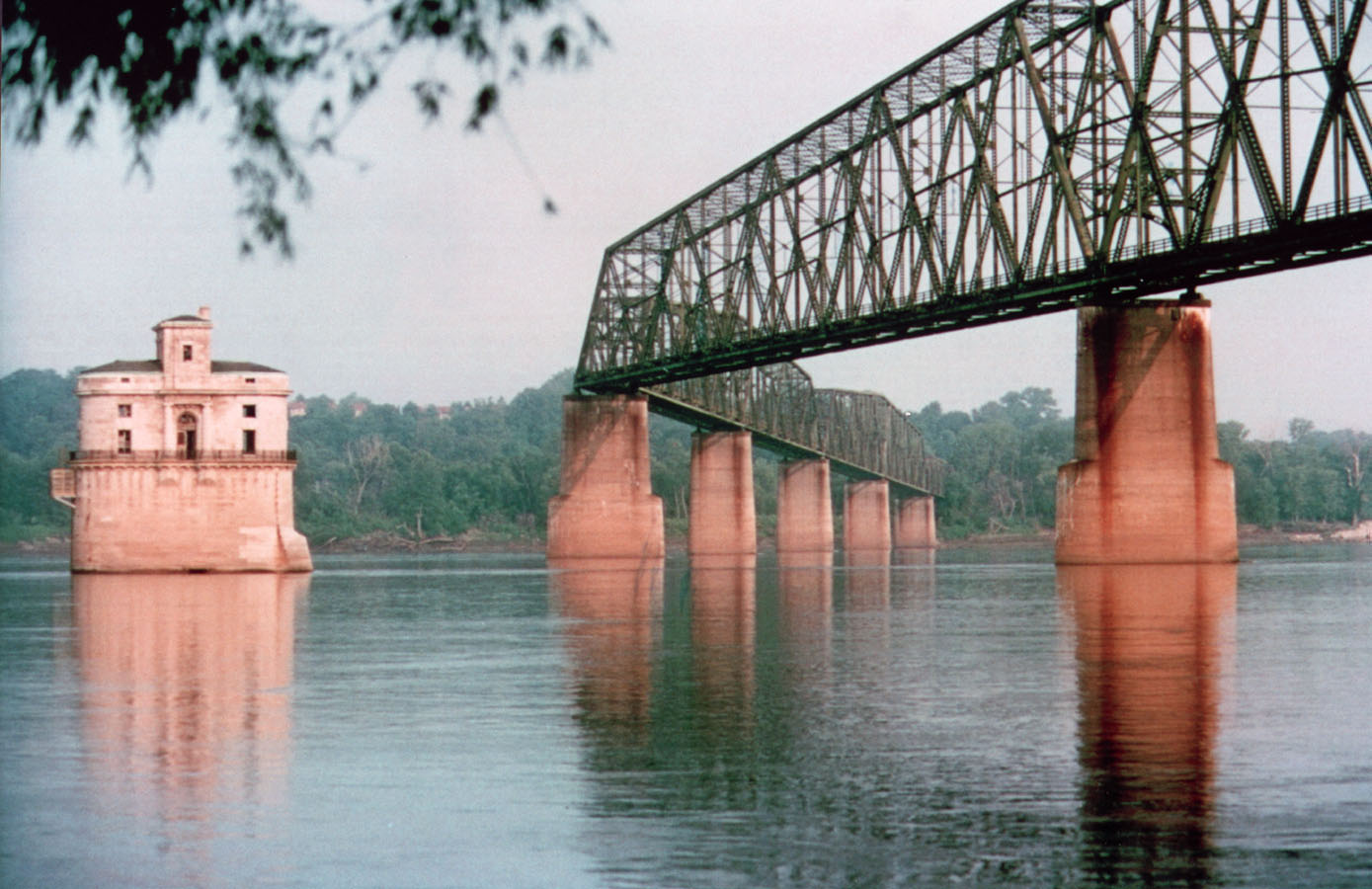
Van 1930 tot 1967 stak men de Mississippi over via de Chain of Rocks Bridge.

De route start in Chicago en eindigde 3940 km verder aan het strand van de Stille Oceaan in Santa Monica bij Los Angeles.
Hij doorkruist de staten Illinois, Missouri, Kansas, Oklahoma, Texas, New Mexico, Arizona en Californië. Er worden verschillende landschappen doorkruist en het Petrified Forest National Park.
Steden die onderweg aangedaan worden zijn, Saint Louis (waar de Mississippi wordt overgestoken), Oklahoma City,  Amarillo, Santa Fe, Albuquerque en San Bernardino.
In Arizona komt men door de Sitgreaves Pass. Omdat dit deel van de route gevaarlijk was huurden reizigers vaak lokale chauffeurs in om hen hier doorheen te rijden.
Er zijn diverse wijzigingen in de route geweest, o.a. rond de stad St. Louis om het verkeer goed rond de stad te leiden.

## Culturele achtergrond

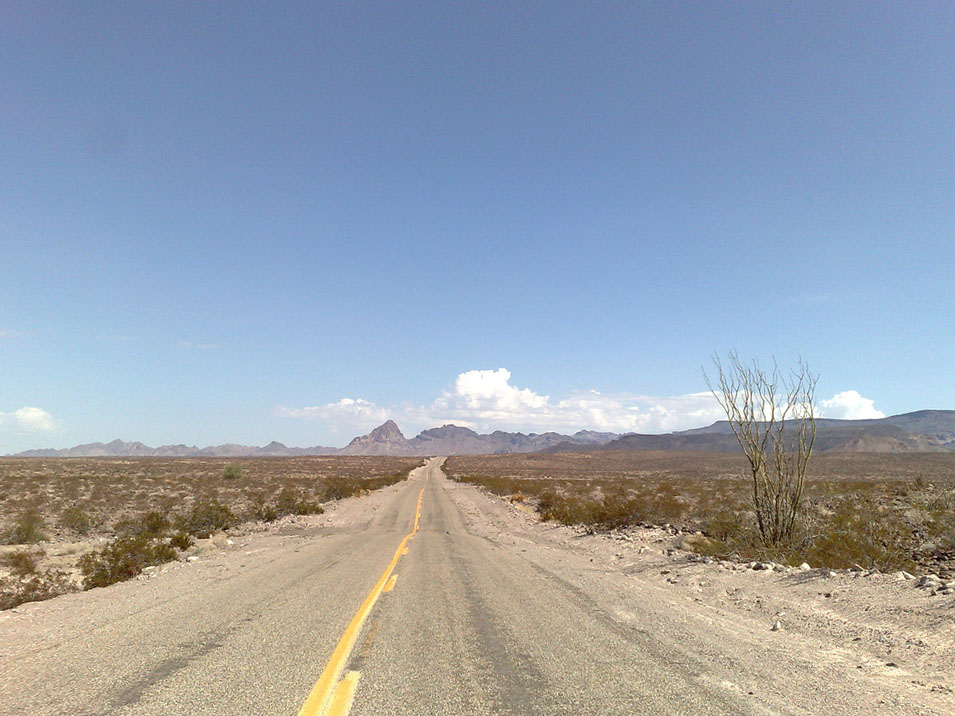
Route 66 bij Oatman in Arizona

Route 66 speelde een belangrijke rol in de Amerikaanse cultuur van de 20e eeuw. In de jaren dertig werd de weg gebruikt door mensen die naar Californië reisden om de Dust Bowl te ontvluchten. De schrijver John Steinbeck beschrijft in zijn roman The Grapes of Wrath (De druiven der Gramschap) de lotgevallen van een arme familie die over deze weg de Dust Bowl ontvlucht.
Na de Tweede Wereldoorlog gebruikten veel nieuwe autobezitters de weg om van de ene kant van het land naar de andere te rijden. De weg is een nostalgisch symbool voor de rol van de auto in de Amerikaanse samenleving in de periode van de jaren dertig tot zeventig van de twintigste eeuw.
In 1946 schreef de jazzcomponist en pianist Bobby Troup zijn bekendste nummer (Get Your Kicks On) Route 66, nadat hij zelf de highway had gebruikt om naar Californië te reizen. Hij gaf het aan Nat King Cole, die het tot een van de grootste hits van zijn carrière maakte. Het werd later een hit voor Chuck Berry en is daarna door veel andere artiesten uitgevoerd, zoals de Rolling Stones en Depeche Mode.

## Toerisme

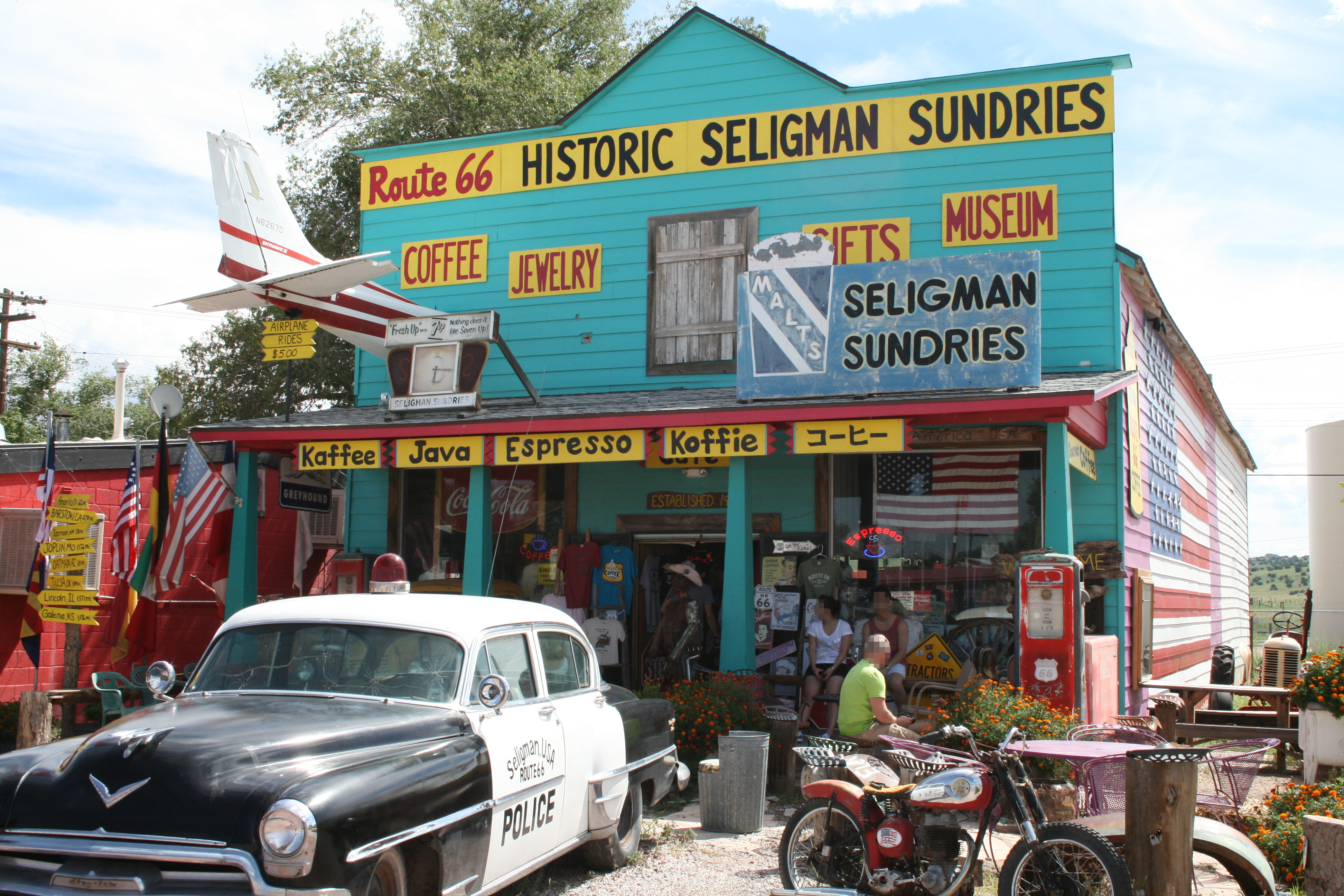
Een winkel in het dorp Seligman. Het centrum staat voor een groot deel in het teken van Route 66.

Veel toeristen volgen nog steeds het oude traject van Route 66, dat nu vanaf Chicago parallel aan de I-55 naar St. Louis loopt. Vanaf daar gaat de weg parallel aan de I-44 tot aan Oklahoma City, vanwaar Route 66 het grootste deel van de oorspronkelijke route min of meer naast (en soms over) de I-40 volgt, tot in Barstow. Vanaf daar kan men het laatste stuk langs en over de I-15 volgen om via San Bernardino naar Santa Monica te rijden.
Delen van de route zijn tot monument verklaard als National Scenic Byway en het gedeelte door Missouri is zelfs een fietsroute, genaamd U.S. Bicycle Route 66. Langs de route zijn veel restaurants, tankstations en motels gerestaureerd in de oude glorie. Er zijn musea over Route 66 en enkele dorpen waar men de sfeer van weleer heeft laten herleven. Veel toeristen kiezen ervoor om niet alleen de route te volgen maar ook de vele historische locaties en nationale parken die in de omgeving liggen.

## Trivia
- Naar de highway is ook een rockband en navigatiesoftware genoemd.
- In de film The Grapes of Wrath, naar de gelijknamige roman uit 1939 van John Steinbeck, wordt de naam The Mother Road voor het eerst genoemd.
- Het verhaal van de animatiefilm Cars speelt zich af in het fictieve stadje Radiator Springs langs Route 66.
- Een Amerikaanse televisieserie uit de periode 1960-1964 genaamd Route 66 gaat over twee vrienden die de weg afleggen in een Chevrolet Corvette en onderweg avonturen beleven en misdaden oplossen.
- In 2011 zijn de opnames gemaakt voor het televisieprogramma Billy Connolly's Route 66.
- Er bestaan in alle staten die doorkruist worden zogenoemde Route 66 Associations, die zich bezighouden met de bescherming, heropbouw en promotie van de historische weg.
- In Nederland draagt de N34 in Drenthe en een klein stukje Overijssel de bijnaam Hunebed Highway. Route 66 is als inspiratiebron gebruikt om tot deze naamsverandering te komen.

## Galerij

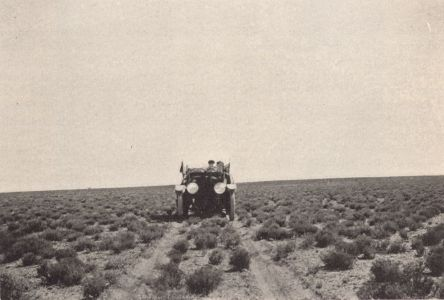
Een reiziger op de National Old Trails Road rond 1915 in Arizona. Dit spoor zou later onderdeel worden van Route 66.
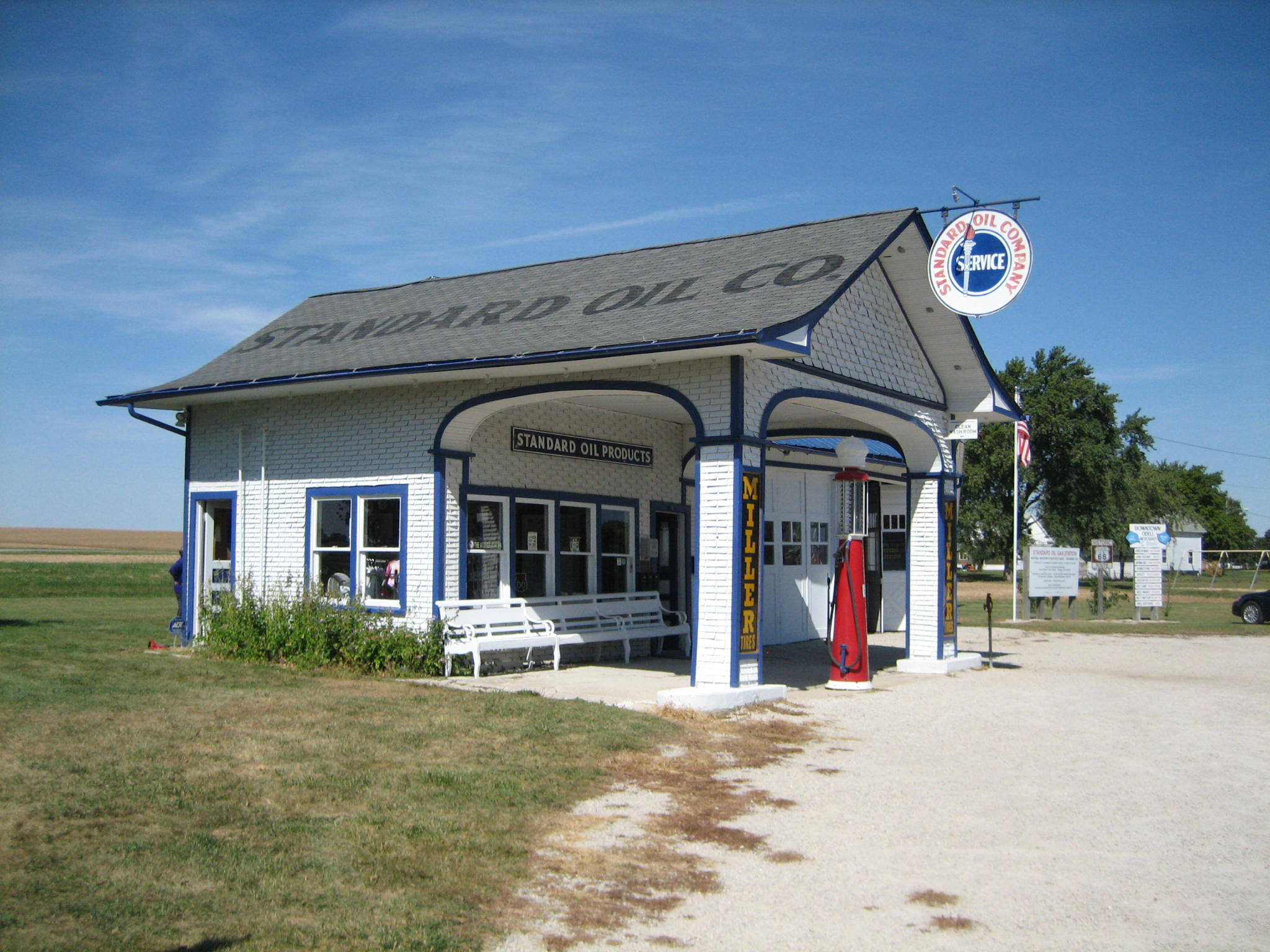
Een gerestaureerd tankstation van Standard Oil in Odell, Illinois
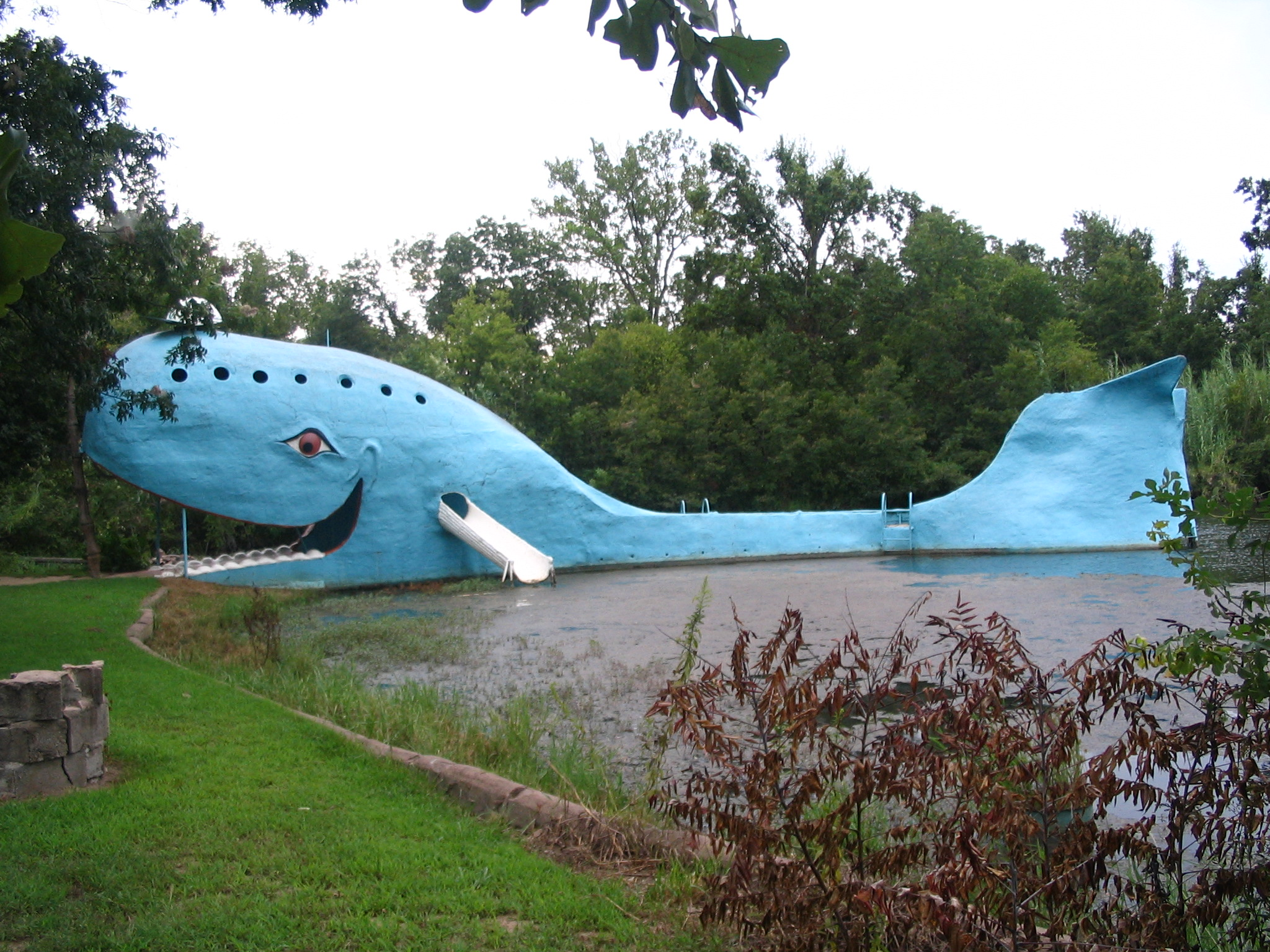
Misschien wel de meest herkenbare attractie langs de route: The Blue Whale of Catoosa in Oklahoma
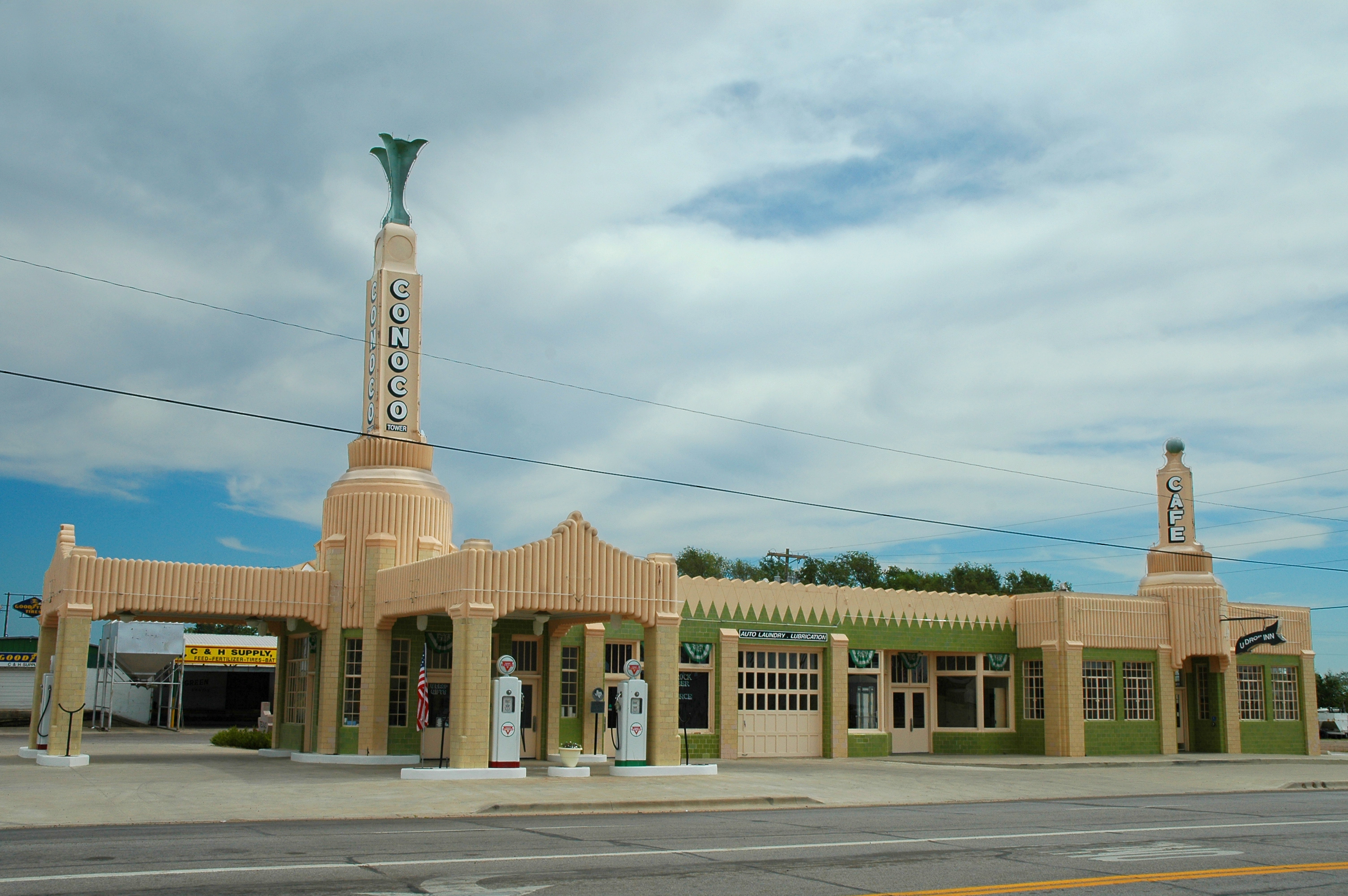
De U-Drop Inn is een tankstation, restaurant en garage in een. Het is gebouwd in art decostijl en gelegen in Shamrock (Texas).
Een Wigwammotel met kamers in de vorm van een tipi, langs de weg in Holbrook, Arizona. Het andere Wigwammotel staat aan Foothill Boulevard in San Bernardino, Californië.
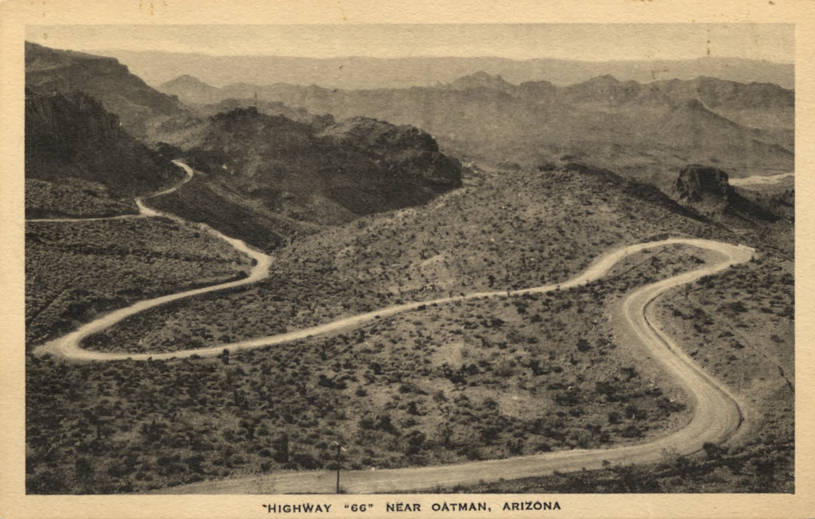
De beruchte Sitgreaves Pass in Arizona, gefotografeerd in de jaren dertig
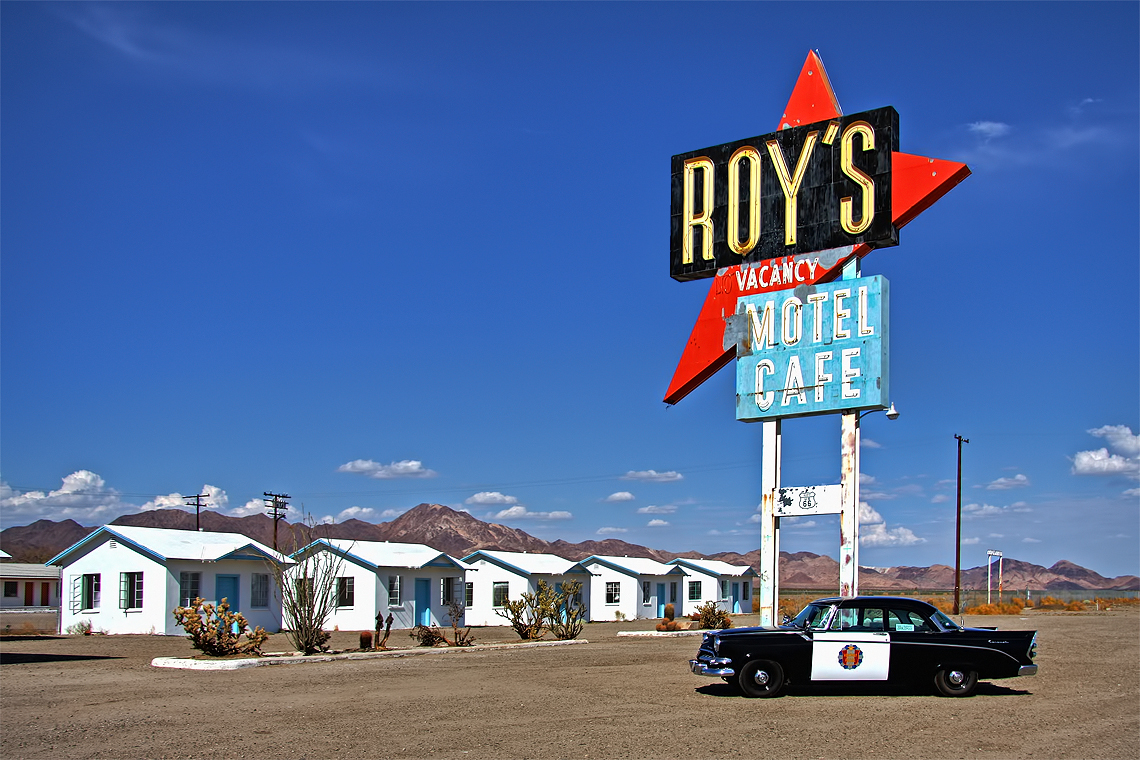
Het gerestaureerde Roy's Motel and Café in Amboy, Californië, in de Mojavewoestijn
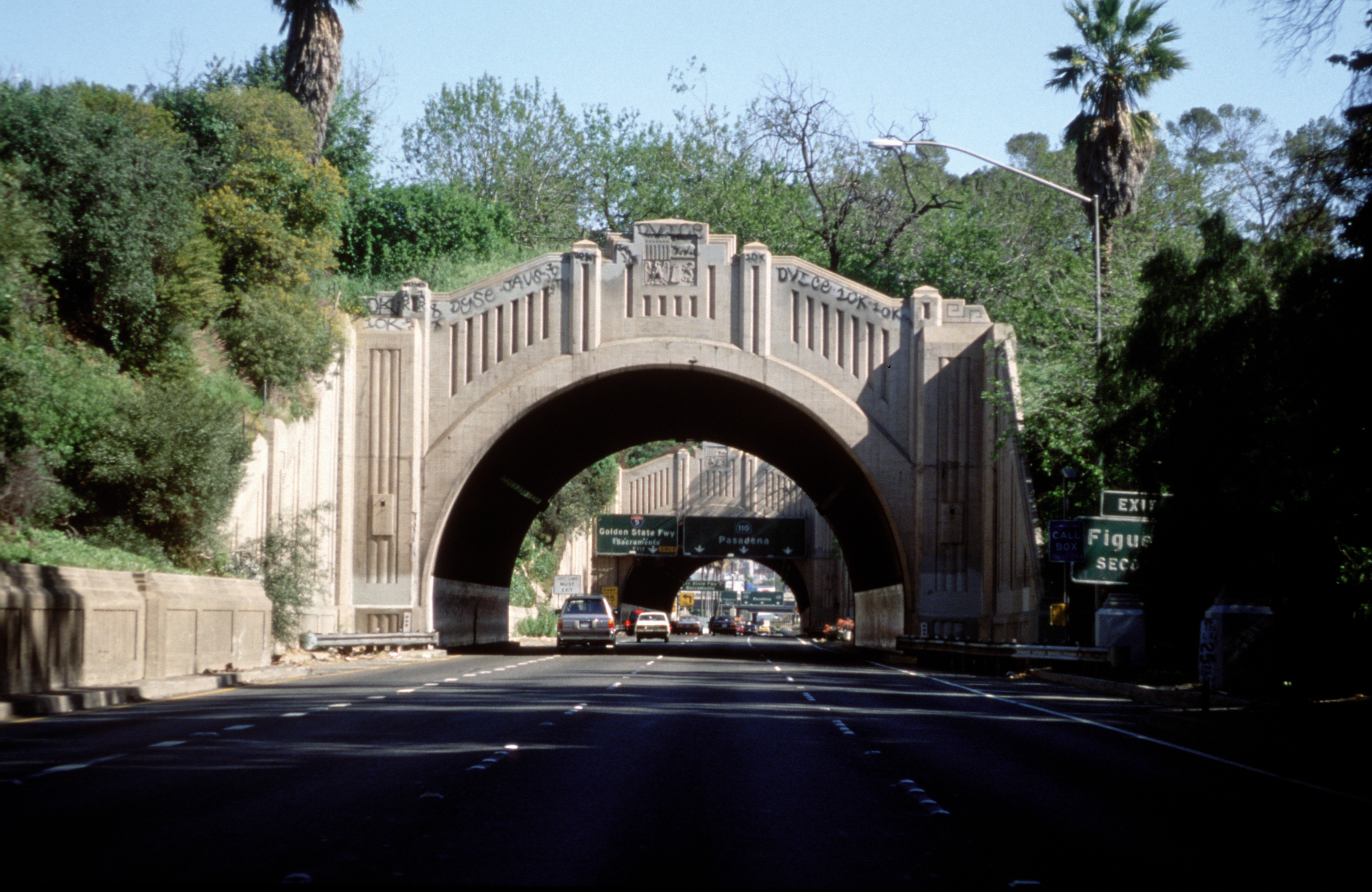
In Los Angeles liep Route 66 door de vier Figueroa Street Tunnels.
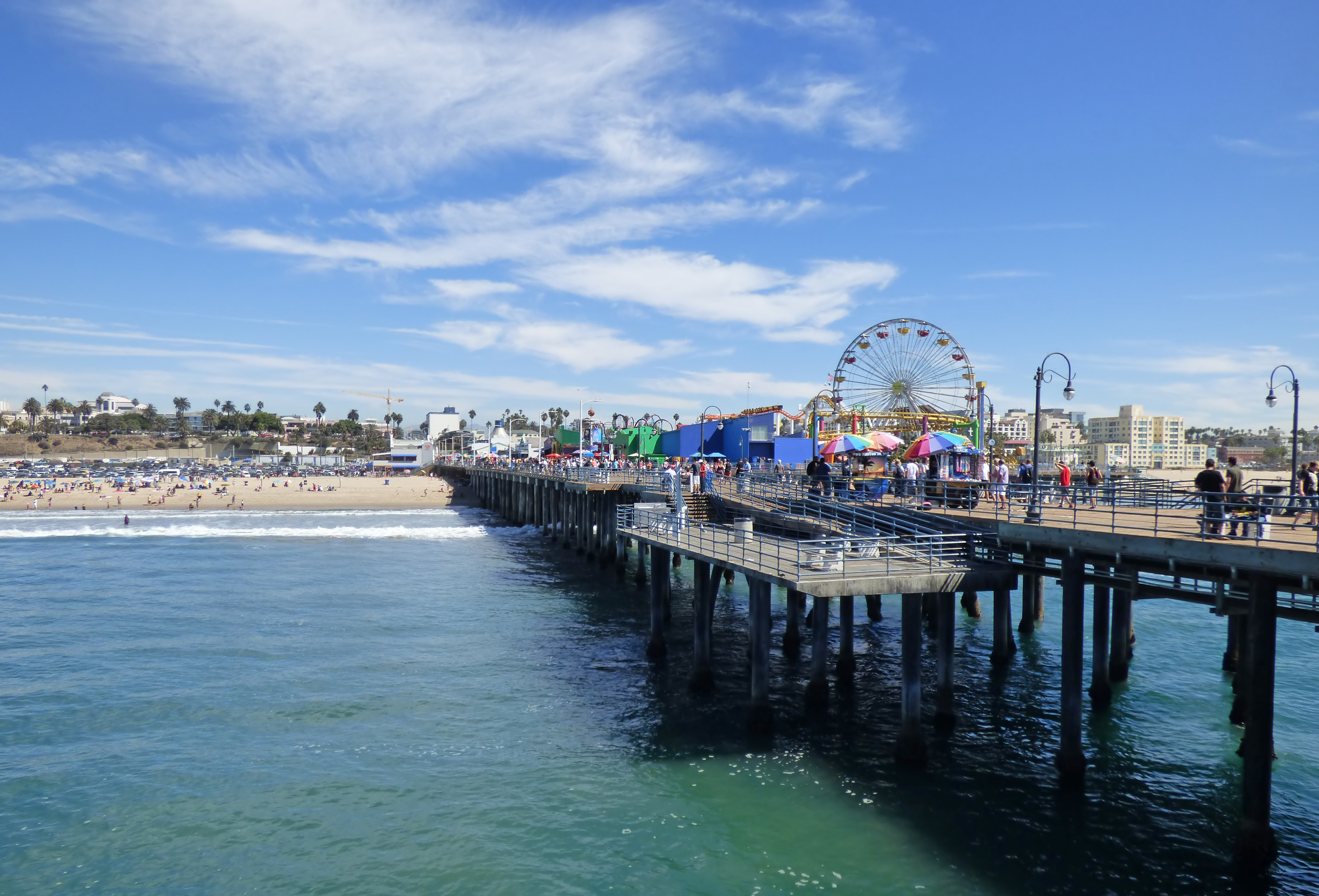
Route 66 eindigt bij de Santa Monica Pier.
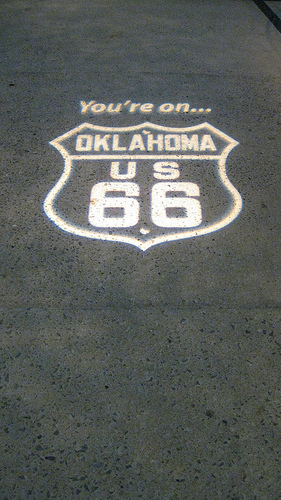
Een stukje wegdek in het National Museum of American History in Washington D.C.